# William M. Stone
William Milo Stone, född 14 oktober 1827 i Jefferson County, New York, död 18 juli 1893 i Oklahomaterritoriet, var en amerikansk republikansk politiker och jurist. Han var Iowas guvernör 1864–1868.
Stone studerade juridik och inledde 1851 sin karriär som advokat. Före amerikanska inbördeskriget arbetade han som domare. Han deltog i republikanernas konvent inför presidentvalet i USA 1856 och avancerade till överste i nordstatsarmén i inbördeskriget. Han sårades i slaget vid Blue Mills.
Stone efterträdde 1864 Samuel J. Kirkwood som Iowas guvernör och efterträddes 1868 av Samuel Merrill. Han var vän med Abraham Lincoln och var på plats på Fordteatern då presidenten utsattes för ett dödligt attentat år 1865.